# قمة جبل ريد كيل
قمة جبل ريد كيل، هو جبل يقع في جبال كاتسكيل في نيويورك شمال شرق دنفر. يشار إليه أيضًا باسم جبل بوتيرنوت. سُمي نسبة لاسم ريد كيل القريب. تقع قمة كاتور في الشمال الغربي، ويقع جبل الرجل الأبيض شمالًا، ويقع الجبل الأحمر شمال قمة جبل ريد كيل.

## انظرأيضًا
- قمة جبلية
- جبال كاتسكيل
- مرتفعات